# 混声の森
『混声の森』（こんせいのもり）は、松本清張の長編小説。『信濃毎日新聞』などに連載され（1967年8月25日 - 1968年9月2日付、夕刊、連載時の挿絵は宮永岳彦）、1975年4月に角川書店から単行本が刊行された。
1978年にTBSで、2022年にNHK BSでテレビドラマ化されている。

## あらすじ
東京から多摩川を越えた小田急線沿線に広大なキャンパスを構える私立女子大学の若葉学園。大島現理事長を追い出そうと考えている専務理事の石田謙一は、大島と職員の秋山が学生旅行の引率で出張することを聞きつけ、二人の行動をさぐる一方、京都に引退していたが法学界で名声の高い柳原博士を、学園の新学長に迎え入れようと画策する。謙一も家庭内問題や愛人に悩まされていたが、鈴木事務局長との密談から発案の偽造投書を契機に、謙一と大島理事長は全面対決に突入する。

## 主な登場人物
- 原作における設定を記述。

石田謙一
若葉学園の専務理事。前理事長時代からの功績で破格の出世を果たした。
大島圭蔵
若葉学園の現理事長。元官僚で学園の事実上のボス。
加藤加寿子
渋谷のバーのマダムで謙一の愛人。
秋山千鶴子
若葉学園学生課の職員で大島の愛人。
柳原是好
京都で引退生活を送る法学界の大御所。
鈴木道夫
若葉学園の事務局長。石田の腹心的存在。
室田蔵之介
財界の名士で若葉学園理事会メンバーの一人。
ルミ子
加寿子のバーに勤める若い女性。本名は井上啓子。
石田恭太
石田の息子で高校3年生。家庭内暴力を振るう。
石田保子
石田の妻。夫の不倫を疑っている。

## テレビドラマ

### 1978年版
1978年10月17日から11月14日まで、TBS系列にて全5回の連続ドラマとして放映（21:00-21:55）。当初は5時間のスペシャルドラマとして制作されたが分割放送となった。第11回テレビ大賞新人賞受賞（永島敏行）対象作品。
キャスト
- 石田謙一：丹波哲郎
- 大島圭蔵：東野英治郎
- ：いしだあゆみ
- ：佐分利信
- ：市原悦子
- ：かたせ梨乃
- 石田恭太：永島敏行
- ：浅茅陽子
- ：滝田裕介
- ：香野百合子

スタッフ
- 脚本：石堂淑朗
- 演出：井上昭
- プロデューサー：脇田時三
- 製作：テレパック、TBS

### 2022年版
2022年3月26日と3月27日（11:00-13:00）に、NHK BS4Kにて前・後編が放映された。NHK BSプレミアムでも同年7月23日と7月30日（19:30-21:29）にそれぞれ前・後編が放送された。
キャスト
- 石田謙一 - 沢村一樹（若草学院の専務理事）
- 大島圭蔵 - 船越英一郎（若草学院理事長）
- 石田保子 - 夏川結衣（石田の妻）
- 加藤加寿子 - 長谷川京子（「クラブ・ウインザー」のママ）
- 秋山千鶴子 - 田畑智子（若草学院学生課職員）
- ルミ子 - 筧美和子（「クラブ・ウインザー」のホステス、本名：井上啓子）
- 大島真理子 - 伊藤かずえ（大島の妻）
- 石田恭太 - 田中奏生（石田の息子）
- 鈴木道夫 - 高橋克実（若草学院事務局長）
- 柳原是好 - 柄本明（法学博士）
- 柳原早苗 - 篠原真衣（柳原の娘）
- 柴垣忠成 - 菅原大吉（政治家）
- 高橋裕二 - 今井朋彦（弁護士）
- 宮下正吾 - 遠山俊也（秘書室長）
- 島村卓司 - 福本伸一（会計主任）
- 小野勝也 - 松本岳（店員）
- 青山真紀子 - 桜一花
- 重松公彦 - 岡部尚
- 栄子 - 大西多摩恵
- 石田陽子 - 水木薫
- 久保田祐太郎 - 難波圭一
- 塩崎寛治 - 加藤満
- 椎名喜一 - 山田良明
- 室田蔵之介 - 小川隆市
- 久垣五郎 - 横堀悦夫
- 小畑光江 - 栗田よう子
- 前岡哲馬 - 外山誠二（元文科大臣）
- 嘉島典俊、磯西真喜、青木鉄仁、瀧七海、山崎直樹、諒太郎、小池まり、松山歩夢、稲垣政成、青山隼、高陽子、谷嶋颯斗、副島国広、川添浩文、久保田貴葵、石川尋一、植田有希子、古川拓哉、吉野健夫、前東美菜子、山口佳孝、大澤薫、渋谷慧、保村真、栗本佳那子、野上泰聖

スタッフ
- 脚本 - 吉本昌弘
- 演出 - 本木克英
- 音楽 - 羽毛田丈史
- ナレーター - 笠井信輔
- 音響効果 - 石井和之
- 警察考証 - 古谷謙一
- アクション指導 - 劔持誠
- プロデューサー - 木村綾乃（The icon）
- 制作統括 - 志村彰（The icon）、小松昌代（NHKエンタープライズ）、落合将（NHK）
- 制作 - NHKエンタープライズ
- 制作著作 - NHK、The icon